# یواس‌اس کاناندی (آی‌دی-۱۶۹۴)
یواس‌اس کاناندی (آی‌دی-۱۶۹۴) (به انگلیسی: USS Canandaigua (ID-1694)) یک کشتی است که طول آن ۴۰۵ فوت (۱۲۳ متر) می‌باشد. این کشتی در سال ۱۹۰۱ ساخته شد.